# Florence Haig

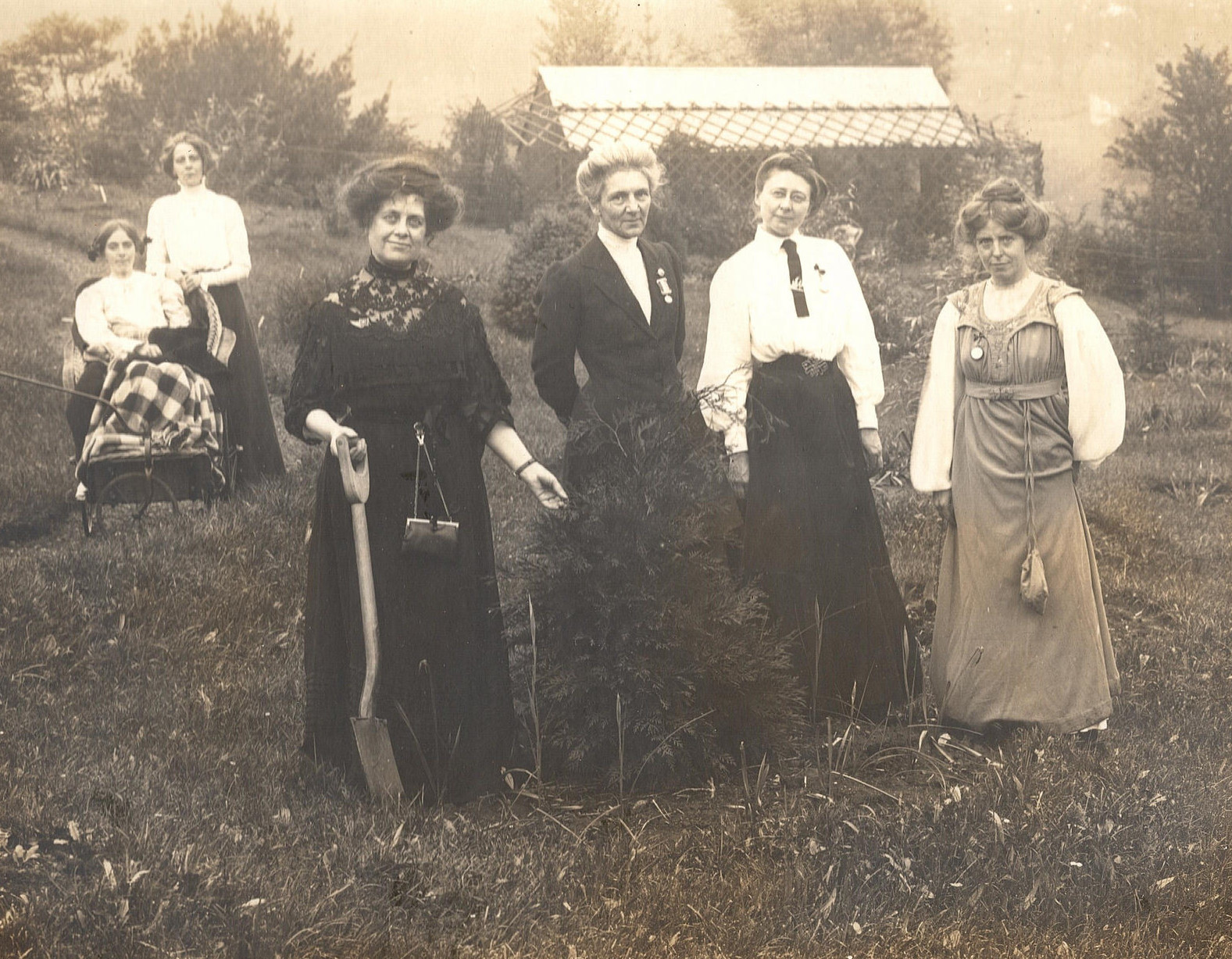
Florence Haig (vorne links) mit Marion Wallace Dunlop, Mary Blathwayt und Annie Kenney, hinten noch Jennie und Kitty Kenney im Garten des Eagle House, 1911

Florence Eliza Haig (* 1856 in Berwickshire; † 1952 in Wandsworth, London) war eine schottisch-britische Künstlerin und Suffragette, die für ihre Aktionen inhaftiert wurde und in den Hungerstreik trat.

## Leben
Haigs Vater war ein Anwalt aus Berwickshire, und sie hatte zwei Schwestern, Cecilia und Evelyn. Ihr Cousin Douglas Haig, 1. Earl Haig wurde 1915 Feldmarschall und Oberbefehlshaber der British Expeditionary Force an der Westfront.
Sie war Künstlerin; die fotografische Reproduktion eines Pastel-Porträts des Physikers John Tyndall von ihr ist erhalten und befindet sich in der National Portrait Gallery.
Ihr Engagement für die Frauenwahlrechtsbewegung begann 1901 mit einer Spende von einem Pfund an die National Union of Women’s Suffrage Societies. Eine weitere Spende tätigte sie 1907, doch im Februar wurde sie von der militanteren Women’s Social and Political Union (WSPU) von Emmeline Pankhurst angezogen. Haig sah sie in Aktion auf einem der von den Suffragetten parallel zu den Parlamentssitzungen veranstalteten „Frauenparlamente“ am 24. Februar 1907 in der Caxton Hall in Westminster.
Haig und ihre Schwester Evelyn gründeten in Edinburgh einen lokalen Zweig der WSPU, doch dann zog sie nach London. Haig lernte Grace Roe kennen, als die Suffragetten in der Kensington High Street den Bürgersteig mit Kreide bemalten. Haig lud Roe zu einer Demonstration im Hyde Park ein und Roe wurde danach eine der Hauptorganisatorinnen der WSPU. Haig wurde Gründungsmitglied der Workers’ Socialist Federation, in der sich linke Suffragetten sammelten, und hatte ihr Künstleratelier in Limehouse, von wo aus sie klassenübergreifende Kampagnen koordinierte.
Haig gehörte 1908 zu der Delegation mit Emmeline Pankhurst, Jessie Stephenson, Maud Joachim und Mary Phillips, die vergeblich versuchte den Premierminister H. H. Asquith zu treffen. Ein Jahr nach dem Frauenparlament war sie an dem gewagten sogenannten „Pantechnicon-Überfall“ beteiligt. Dabei wurde ein Möbelwagen (pantechnicon) als trojanisches Pferd benutzt, um zwanzig Suffragetten zum Unterhaus zu bringen. Haig schloss sich denen an, die dann versuchten die Lobby zu stürmen. Haig wurde zusammen mit Marie Brackenbury und Georgina Brackenbury verhaftet. Sie erhielten sechswöchige Haftstrafen. Haig sagte nach ihrer Entlassung, es sei „wunderbar, wie jede Frau, die handelt, ihren Bekanntenkreis beeinflusst. Freunde, die vorher vielleicht nur mäßig dafür waren, werden zu aktiven und eifrigen Helfern für die Sache. Die Entlassung ist so schön, dass die Unsinnigkeit der Zeit in Holloway vergessen ist“.
Haigs Inhaftierung und ihr späterer Hungerstreik wurde wie bei anderen Frauen damit begangen, dass sie am 11. Juni 1910 einen Gedenkbaum, in ihrem Fall eine Zypresse, in der Suffragette’s Rest im Garten von Eagle House pflanzte und sich dort von Haft und Hungerstreik erholen dürfte.
1912 organisierte die WSPU eine Massenaktion zum Einschlagen von Schaufenstern in der Londoner Oxford Street. Viele wurden verhaftet, und Haig, die daran teilnahm, obwohl ihre Schwester Cecilia kurz zuvor gestorben war, zerbrach die Fenster des Geschäfts von D.H. Evans und wurde zusammen mit ihrer Cousine Janet Boyd verhaftet und zu einer viermonatigen Haftstrafe für ihre Beteiligung verurteilt. Haig trat sofort in den Hungerstreik und wurde nach vier Tagen wieder freigelassen.
Haig wurde von der WSPU mit der Hungerstreik-Medaille For Valour (für Tapferkeit) ausgezeichnet, auf der eine Inschrift eingraviert ist, die lautet: PRESENTED BY THE WOMEN'S SOCIAL AND POLITICAL UNION IN RECOGNITION OF A GALLANT ACTION, WHEREBY THROUGH ENDURANCE TO THE LAST EXTREMITY OF HUNGER AND HARDSHIP A GREAT PRINCIPLE OF POLITICAL JUSTICE WAS VINDICATED. Haigs Medaille befindet sich im Museum of London.
Haig verließ die WSPU zu Beginn des Ersten Weltkriegs und schloss sich Emmeline Pankhurst, Annie Kenney und Mabel Tuke an, die sich für ein Pausieren der militanten Aktionen und die Unterstützung der Kriegsanstrengungen einsetzten. Haig war Sargträgerin bei der Beerdigung von Emmeline Pankhurst im Juni 1928.
Haig war Vegetarierin, stellte als Künstlerin regelmäßig aus und war Mitglied der New Society of Artists. Außerdem trat sie 1934 der Society of Women Artists bei.  Sie starb 1952 in Wandsworth.